# Бюффьер, Андре
Пьер Андре Бюффьер (фр. Pierre André Buffière, 12 ноября 1922, Вьон, Ардеш, Франция — 2 октября 2014) — французский баскетболист и тренер, серебряный призёр Олимпийских игр в Лондоне (1948).

## Спортивная карьера
В составе клуба ESSMG (Лион) становился чемпионом (1946) и серебряным призёром первенства Франции, затем перешёл в клуб AU Марсель, вновь выиграв национальное первенство (1948). В сезонах 1949/55 был играющим тренером клуба АСВ, затем переименованного в АСВЕЛ. Ещё четырежды становился победителем чемпионата своей страны (1949-52). Обладатель Кубка Франции (1953)
Выступал за национальную сборную Франции (1946—1955), участник пяти европейских чемпионатах, выиграл одну серебряную и две бронзовые медали. На летних Олимпийских играх в Лондоне (1948) в составе национальной сборной стал серебряным призёром. Всего за сборную сыграл 96 матчей, набрал 364 очка.
Завершив выступления в качестве игрока. начал тренерскую карьеру. Возглавляя клуб АСВЕЛ (1973—1980), дважды приводил его победе в первенстве Франции и к участию в двух полуфиналах Кубка Европы. В 1980 г. возглавил не имевший серьезных титулов клуб «Лимож» и через три года привёл его к званию чемпиона страны. По завершении тренерской карьеры работал техническим консультантом в клубе АСВЕЛ.
Ключевые достижения как тренера:
- Бронзовый призёр чемпионата Европы 1959
- Победа в Кубке Корача (1982, 1983)
- Победа в чемпионатах Франции 1950, 1952, 1955, 1975 и 1977 с АСВЕЛ, 1983 (Лимож),
- Обладатель Кубка Франции (1953)
- Победа в Кубке Федерации (1982 и 1983)

Кавалер ордена Почётного легиона (1998), удостоен награды Gloire du sport.